# Große Tannen
Große Tannen ist ein mit Verordnung vom 23. März 1939 ausgewiesenes Naturschutzgebiet mit der Nummer 2.026 und auch ein gleichnamiges Bannwaldgebiet.

## Lage
Das Schutzgebiet liegt rund 500 Meter nördlich des Ortsteils Kälberbronn der Gemeinde Pfalzgrafenweiler. Es befindet sich im Naturraum Schwarzwald-Randplatten und ist Teil des FFH-Gebiets-Nr. 7516-341 Freudenstädter Heckengäu. 

## Beschreibung
Die im Gebiet vorkommenden Tannen erreichen Höhen bis 51 m, Durchmesser in Brusthöhe von über 1,40 m und Rauminhalte von über 40 m³. Auch die Buchen erlangen beachtliche Dimensionen. Die Bäume sind 250–300 Jahre alt und die Tannen gehören zu den ältesten und stärksten in Deutschland überhaupt. Laut Würdigung sind die meisten der Baumriesen in den 1920er Jahren gefällt worden, dennoch wurde das Gebiet weiterhin als schutzwürdig betrachtet.

## Schutzzweck
Die im Schwarzwald selten gewordene Tannen-Buchenwald-Gesellschaft soll geschützt werden.

## Bannwald
Der durch Verordnung der Forstdirektion Freiburg vom 10. Oktober 1989 ebenfalls unter dem Namen Große Tannen ausgewiesene Bannwald hat eine Größe von 15,26 Hektar. Er führt die Schutzgebietsnummer 100051. Schutzzweck des Bannwaldes ist es, die unbeeinflusste Entwicklung eines Buchen-Tannen-Waldökosystems im Flächenschwarzwald mit seinen Tier- und Pflanzenarten zu sichern sowie die wissenschaftliche Beobachtung der Entwicklung zu gewährleisten. Der Bannwald ist nahezu deckungsgleich mit dem Naturschutzgebiet.